# Bobrovník (Słowacja)
Bobrovník – wieś (obec) na Słowacji położona w kraju żylińskim, w powiecie Liptowski Mikułasz. Pierwsze wzmianki o miejscowości pochodzą z roku 1273.
Według danych z dnia 31 grudnia 2010, wieś zamieszkiwało 121 osób, w tym 67 kobiet i 54 mężczyzn.
W 2001 roku rozkład populacji względem narodowości i przynależności etnicznej wyglądał następująco:
- Słowacy – 98,70%
- Czesi – 0,65%